# Anomiopus nigrocoeruleus
Anomiopus nigrocoeruleus är en skalbaggsart som beskrevs av Martinez 1955. Anomiopus nigrocoeruleus ingår i släktet Anomiopus och familjen bladhorningar. Inga underarter finns listade i Catalogue of Life.